# El Rosario kommun, Olancho
El Rosario är en kommun i Honduras.   Den ligger i departementet Departamento de Olancho, i den centrala delen av landet, 110 km nordost om huvudstaden Tegucigalpa. Antalet invånare är 3 765. Arean är 143 kvadratkilometer.
Terrängen i El Rosario är kuperad åt nordost, men åt sydväst är den bergig.